# Корюшка (река)
Корюшка (Чернёвка, Закорю́чка, Черня́нка) — река на юге Москвы, в поселении Сосенское (Бутовский лесопарк) Новомосковского административного округа и районе Южное Бутово Юго-Западного административного округа, правый исток реки Цыганки. Частично протекает в открытом русле.
Некоторые источники (Р. А. Агеева) не выделяют Корюшку, считая её частью Цыганки. Агеева пишет, что местные жители по неясной мотивации называют Цыганкой только низовье Цыганки.

## География и гидрология
Длина реки — 5—6 км, из них в Южном Бутове — 4,4 км. Имеется три правых притока с временным течением: с улицы Горчакова, с Бунинской аллеи и приток Южнобутовского пруда (низовья на протяжении 400 м затоплены, в низовьях мог иметь постоянное течение). Река в настоящее время маловодна, в неё попадает мало городских стоков, в основном сбрасываемых в Чечёру.
Исток реки находится в Бутовском лесопарке и представлен системой балок и лощин. У опушки лесопарка на реке имеется небольшой пруд (100 на 50 метров). Далее река проходит через небольшой коллектор под бывшей железнодорожной насыпью (разобранный подъездной путь Бутово — Коммунарка), несколько ниже — через протяжённый коллектор под улицами Поляны и Бартеневской. На поверхность выходит в микрорайоне Гавриково, на территории бывшего села Гавриково, образует Верхний и Средний Гавриковские пруды, вокруг которых разбит парк. После коллектора под улицей Адмирала Лазарева река протекает по ландшафтному парку «Южное Бутово», где на месте Нижнего Гавриковского пруда сооружён каскад прудов. Далее следует через коллекторы под улицей Горчакова и Бутовской линией метро в парк, разбитый на месте бывшего села Чернево, где образует два Черневских пруда, Верхний и Нижний. Далее реку по мосту пересекает улица Бунинская аллея. Затем река образует последний и самый крупный пруд — Южнобутовский (также Черневский), после которого сливается с Чечёрой и образует реку Цыганку.

## Происхождение названия и история
До начала 2000-х годов на берегах реки существовали сёла Гавриково и Чернево. Корюшкой и Закорючкой река названа по своей форме. Наименования Чернёвка и Чернянка даны по селу Чернево.